# Columbia City (Tren Ligero de Seattle)
Columbia City es una estación de la línea Central Link del Tren Ligero de Seattle. La estación es administrada por Sound Transit. La estación se encuentra localizada en 4818 Martin Luther King Jr Way South en Seattle, Washington. La estación de Columbia City fue inaugurada el 18 de julio de 2009.

## Descripción
La estación Columbia City cuenta con 2 plataformas laterales.

## Conexiones
La estación es abastecida por las siguientes conexiones: 
- King County Metro: 38, 50.